# Khỉ sóc nhỏ
Khỉ sóc nhỏ, danh pháp hai phần là Saguinus bicolor, là một loài động vật có vú trong họ Cebidae, bộ Linh trưởng. Loài này được Spix mô tả năm 1823.
Loài này được tìm thấy trong một khu vực giới hạn trong các rừng mưa Amazon của Brasil.
Loài khỉ Tân thế giới này được tìm thấy bên trong và phía Bắc của đường giới hạn thành phố Manaus, thủ phủ của bang Amazonas của Brazil. Sự phân bố chính là trong khu vực giữa sông Cuieiras và sông Preto da Eva. Chúng cũng được tìm thấy trong khu vực phụ cần gần giữa hai sông Preto da Eva và sông Urubu, nhưng tương đối hiếm. Dường như có sự cạnh tranh giữa các loài với nhau giữa loài khỉ này với loài khỉ tay đỏ trong chi và loài khỉ tay đỏ đang dần dần thay thế loài này từ khu vực phân bố lịch sử của chúng. Do đó, có nhiều mối đe dọa đến sự tồn tại lâu dài đối với loài khỉ này xuất phát từ sự phá hủy môi trường sống và sự cạnh tranh giữa hai loài.

## Hình ảnh

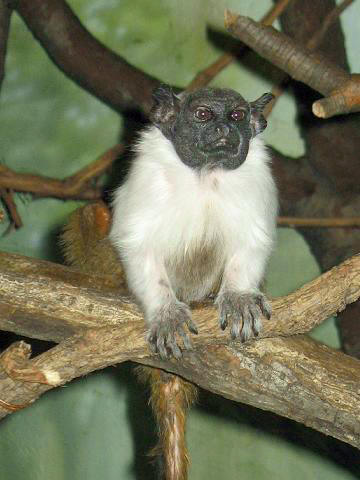
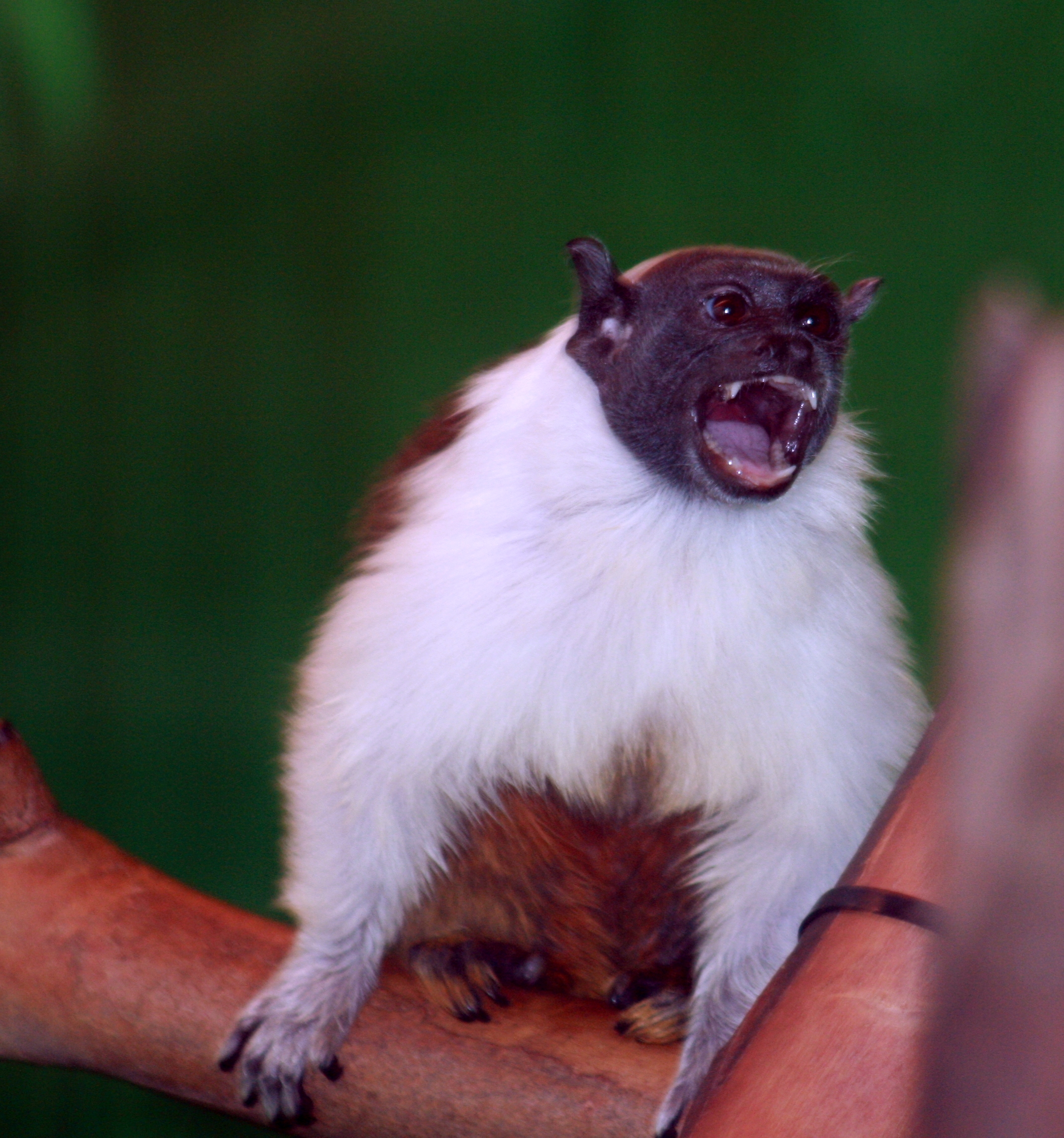
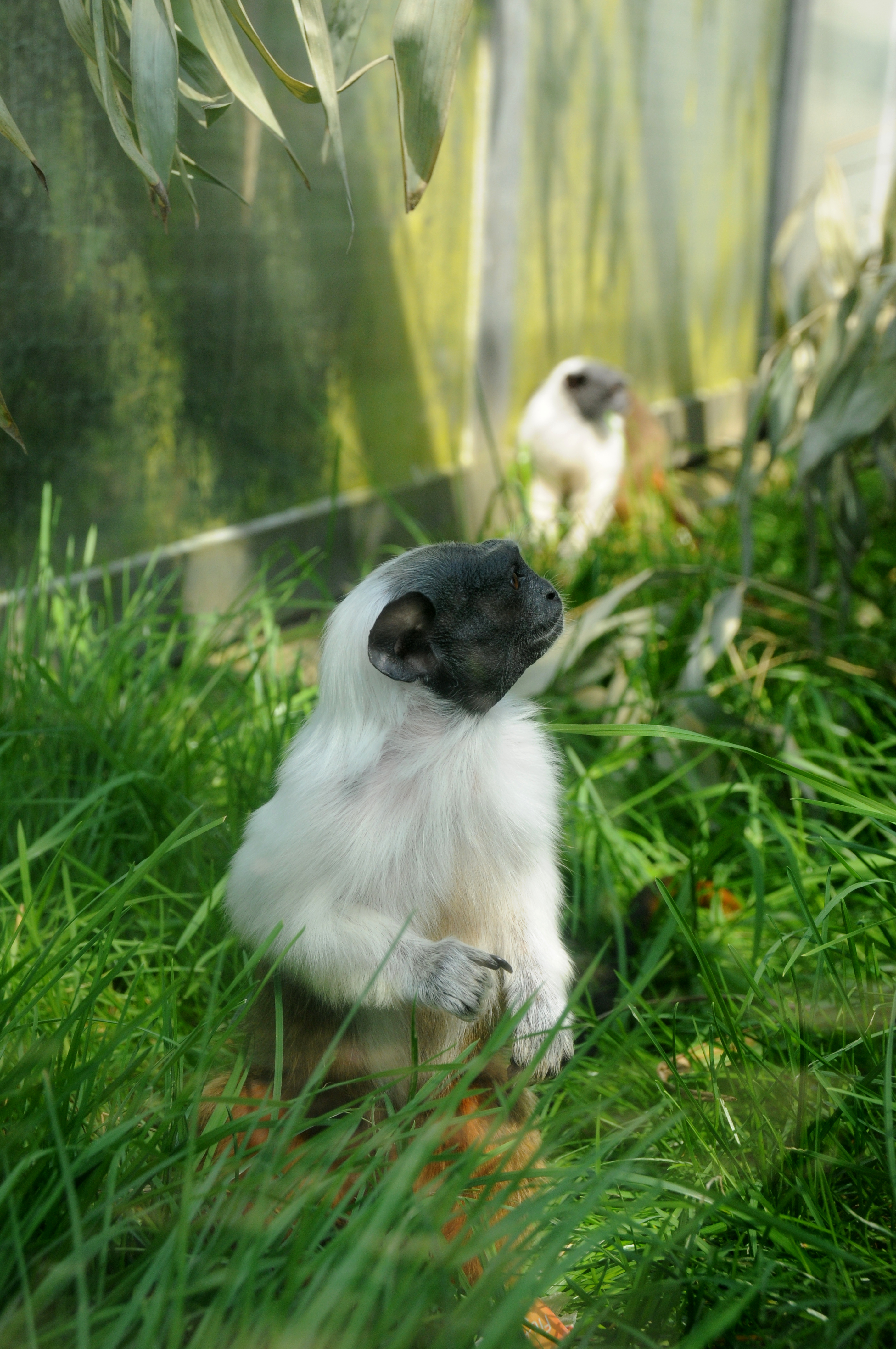
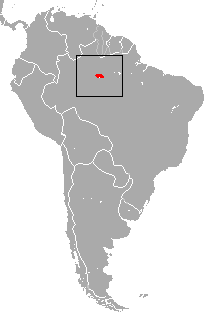